# Lebedînți, Andrușivka
Lebedînți (în ucraineană Лебединці) este o comună în raionul Andrușivka, regiunea Jîtomîr, Ucraina, formată numai din satul de reședință.

## Demografie
Componența lingvistică a satului Lebedînți
     Ucraineană (98,85%)
     Rusă (1,15%)
Conform recensământului din 2001, majoritatea populației satului Lebedînți era vorbitoare de ucraineană (98,85%), existând în minoritate și vorbitori de rusă (1,15%).